# Rathaus Holzhausen (Königsberg in Bayern)

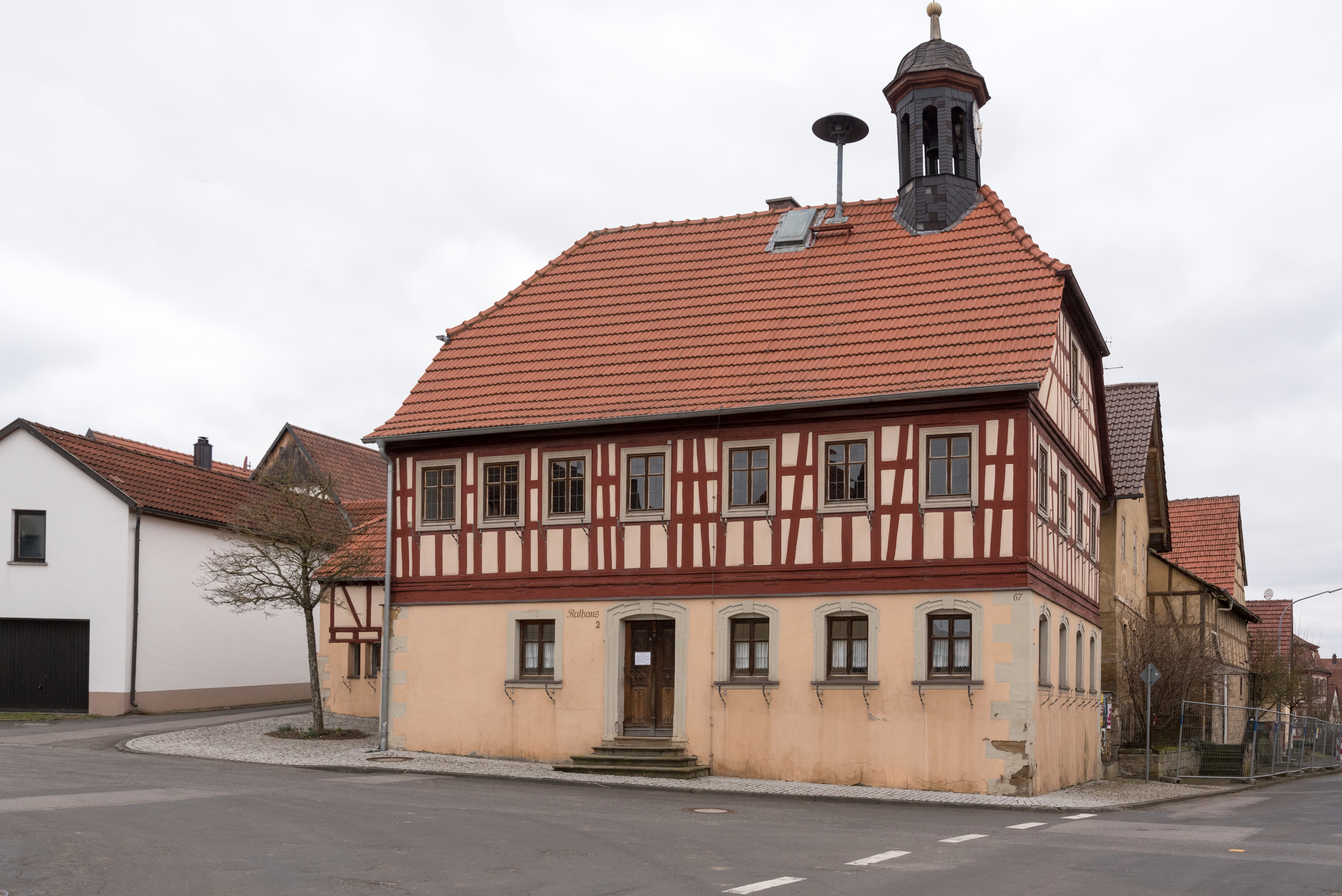
Ehemaliges Rathaus in Holzhausen

Das Rathaus in Holzhausen, einem Stadtteil von Königsberg in Bayern im unterfränkischen Landkreis Haßberge, wurde 1787 errichtet. Das ehemalige Rathaus an der Rathausstraße 2 ist ein geschütztes Baudenkmal. 
Der zweigeschossige Halbwalmdachbau mit Fachwerkobergeschoss hat einen offenen Dachreiter mit Uhr, der von einer Haube mit Dachknauf bekrönt wird. Die Fenster und die Eingangstür sind mit Sandsteinrahmungen versehen.